# Андра (співачка)
Андра (нар. 23 серпня 1986, Кимпія-Турзій, СРР) — румунська співачка.

## Життєпис
Александра Іріна Міхай народилася 23 серпня 1986 року у місті Кимпія-Турзій. З дитинства Андра захоплювалася музикою та брала участь у вокальних конкурсах. У семирічному віці співачка виступила з піснею Вітні Г'юстон «I Will Always Love You» на конкурсі рум. "Tip Top Minitop". У 9 років Андра взяла участь у конкурсі рум. "Pe fir de baladă" (Тиргу-Жіу). В одинадцятирічному віці виконавиця отримала першу премію на конкурсі рум. "Toamna Arieșeană". У 14 років Андра випустила свій перший альбом «Andra», який став дуже успішним. Поступово Андра стала однією з найуспішніших співачок Румунії. Вокалістка поєднує кар'єру співачки з роботою на телебаченні (була суддею талант-шоу «Румунія має талант»).

## Дискографія
- Andra (2001)
- Dragostea mea (2002)
- Vreau sărutarea ta (2004)
- Rămâi cu mine (2006)
- Dragostea rămâne (2007)
- Colinde — Vis de iarnă (2007)
- Iubește-mă azi, iubește-mă mâine (2010)
- Iubirea schimbă tot (2017)
- Kamelia Kamelia a mea (2021)